# Инхъ
Инхъ (на китайски: 潁河; на пинин: Yǐng Hé) е река в източен Китай, в провинции Хънан и Анхуей, ляв приток на Хуайхъ. С дължина 561 km и площ на водосборния басейн 36 651 km² река Инхъ води началото си на 758 m н.в. от южния склон на хребета Суншан (крайно източна разклонение на планината Цинлин), в провинция Хъбей. По цялото си протежение тече в югоизточна посока, като в най-горното си течение долината и тясна и дълбока. След град Юйсян излиза от планината и до устието си тече през централната част на Голямата Китайска равнина в широка и плитка долина. Влива се отляво в река Хуайхъ, на 19 m н.в. западно от град Хуайнан, в провинция Анхуей. Почти по цялото си протежение в равнината коритото ѝ е канализирано. Основни притоци: Дзядухъ и Цихъ (леви); Шахъ (десен). Има ясно изразен мусонен режим на оттока с максимум през лятото. Водите ѝ основно се използват за напояване. Долината ѝ е много гъсто населена, като най-големите селища са градовете Юйсан, Сихуа и Джоукоу (в провинция Хъбей), Дзешоу, Тайхъ, Фуян и Иншан (в провинция Анхуей).